# Бун, Сара

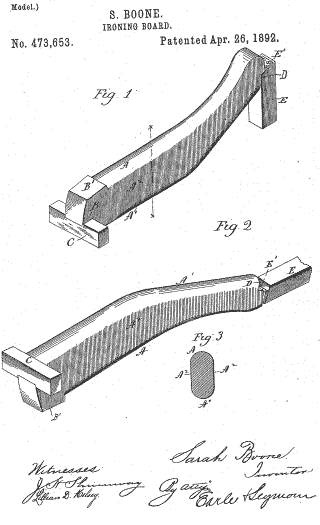
Гладильная доска Сары Бун

Сара Бун (1832—1904) — афроамериканская изобретательница. 26 апреля 1892 года она получила патент США № 473 563 на усовершенствование гладильной доски. Гладильная доска Бун была разработана для улучшения качества глажки рукавов и корпуса в женской одежды. Она была очень узкой, изогнутой и деревянной. Форма и структура позволяли доске поместиться в рукав, он был обратимым, так что можно было гладить обе его стороны. Джуди Рид получила патент всего за восемь лет до этого и считается первой афроамериканкой получившей его. Вместе с Мириам Бенджамин, Эллен Эглин и Сарой Гуд, Бун была пионером среди афроамериканских изобретательниц, которые разработали новые технологии для дома.

## Биография
Сара Маршалл родилась в 1832 году в округе Крейвен, штат Северная Каролина, недалеко от города Нью-Берн. Вместе со своими тремя братьями и сестрами она родилась в рабстве и была лишена формального образования. Сара получила образование дома у своего дедушки. 25 ноября 1847 года она вышла замуж за Джеймса Буна в Нью-Берне; у них было восемь детей. Она была освобождена от принудительного рабства после того, как вышла замуж за Джеймса Буна (обстоятельства этого неизвестны).
Семья Бунов уехала из Северной Каролины в Нью-Хейвен, штат Коннектикут, до начала гражданской войны в США. Они поселились в доме на Уинтер-стрит, 30. Сара Бун работала портнихой и принадлежала к конгрегационной церкви на Диксвелл-авеню.
Сара Бун умерла в 1904 году от болезни Брайта и похоронена на семейном участке на кладбище Эвергрин в Нью-Хейвене.